# 행운 (1974년 영화)
"행운"은 한국에서 제작된 주동진 감독의 1974년 영화이다. 우연정 등이 주연으로 출연하였고 주동진 등이 제작에 참여하였다.

## 출연

### 주연
- 우연정
- 김진규
- 신일룡

## 기타
- 원작자: 한우정
- 원작자: 이영일